# 西経7度線
西経7度線（せいけい7どせん）は、本初子午線面から西へ7度の角度を成す経線である。北極点から北極海、大西洋、ヨーロッパ、アフリカ、南極海、南極大陸を通過して南極点までを結ぶ。西経7度線は、東経173度線と共に大円を形成する。

## 通過する地域一覧
西経7度線は、北極点から南極点まで南に向かって以下の場所を通っている。
| 地理座標                                           | 国土・領土・領海     | 備考 |
| -------------------------------------------------- | -------------------- | --- |
| 北緯90度0分 西経7度0分 / 北緯90.000度 西経7.000度  | 北極海               | |
| 北緯82度2分 西経7度0分 / 北緯82.033度 西経7.000度  | 大西洋               | |
| 北緯62度20分 西経7度0分 / 北緯62.333度 西経7.000度 | フェロー諸島         | エストゥロイ島、ストレイモイ島、コルトゥル島 |
| 北緯62度5分 西経7度0分 / 北緯62.083度 西経7.000度  | 大西洋               | サンドイ島（ フェロー諸島、北緯61度55分 西経6度56分 / 北緯61.917度 西経6.933度）のすぐ西を通過 スヴロイ島（英語版）（ フェロー諸島、北緯61度38分 西経7度0分 / 北緯61.633度 西経7.000度）のすぐ西を通過                                                                              |
| 北緯58度14分 西経7度0分 / 北緯58.233度 西経7.000度 | イギリス             | スコットランド - ルイス島、タランゼイ島（英語版）、ハリス島（英語版） |
| 北緯57度45分 西経7度0分 / 北緯57.750度 西経7.000度 | 大西洋               | 下ミンチ海峡 ヘブリディーズ海（おおよそ北緯57度55分 西経7度0分 / 北緯57.917度 西経7.000度から） タイリー島（ イギリス・スコットランド、北緯56度30分 西経6度59分 / 北緯56.500度 西経6.983度）のすぐ西を通過 名前の無い海域（北緯56度30分 西経7度0分 / 北緯56.500度 西経7.000度から） |
| 北緯55度16分 西経7度0分 / 北緯55.267度 西経7.000度 | アイルランド         | イニショーウェン半島（英語版） |
| 北緯55度12分 西経7度0分 / 北緯55.200度 西経7.000度 | フォイル湖（英語版） | |
| 北緯55度6分 西経7度0分 / 北緯55.100度 西経7.000度  | イギリス             | 北アイルランド |
| 北緯54度24分 西経7度0分 / 北緯54.400度 西経7.000度 | アイルランド         | |
| 北緯52度8分 西経7度0分 / 北緯52.133度 西経7.000度  | 大西洋               | ケルト海 名前の無い海域（北緯47度9分 西経7度0分 / 北緯47.150度 西経7.000度から） ビスケー湾（北緯44度50分 西経7度0分 / 北緯44.833度 西経7.000度から） |
| 北緯43度33分 西経7度0分 / 北緯43.550度 西経7.000度 | スペイン             | アストゥリアス州 ガリシア州 カスティーリャ・レオン州 ガリシア州 カスティーリャ・レオン州 ガリシア州 |
| 北緯41度57分 西経7度0分 / 北緯41.950度 西経7.000度 | ポルトガル           | |
| 北緯40度14分 西経7度0分 / 北緯40.233度 西経7.000度 | スペイン             | エストレマドゥーラ州 - 約11km |
| 北緯40度7分 西経7度0分 / 北緯40.117度 西経7.000度  | ポルトガル           | |
| 北緯39度42分 西経7度0分 / 北緯39.700度 西経7.000度 | スペイン             | エストレマドゥーラ州 |
| 北緯39度5分 西経7度0分 / 北緯39.083度 西経7.000度  | ポルトガル           | |
| 北緯38度58分 西経7度0分 / 北緯38.967度 西経7.000度 | スペイン             | エストレマドゥーラ州 |
| 北緯38度12分 西経7度0分 / 北緯38.200度 西経7.000度 | ポルトガル           | |
| 北緯38度1分 西経7度0分 / 北緯38.017度 西経7.000度  | スペイン             | アンダルシア州 |
| 北緯37度11分 西経7度0分 / 北緯37.183度 西経7.000度 | 大西洋               | |
| 北緯33度54分 西経7度0分 / 北緯33.900度 西経7.000度 | モロッコ             | ラバト（北緯34度1分 西経6度50分 / 北緯34.017度 西経6.833度）のすぐ西を通過 |
| 北緯29度39分 西経7度0分 / 北緯29.650度 西経7.000度 | アルジェリア         | |
| 北緯26度20分 西経7度0分 / 北緯26.333度 西経7.000度 | モーリタニア         | |
| 北緯15度30分 西経7度0分 / 北緯15.500度 西経7.000度 | マリ                 | |
| 北緯10度11分 西経7度0分 / 北緯10.183度 西経7.000度 | コートジボワール     | |
| 北緯4度34分 西経7度0分 / 北緯4.567度 西経7.000度   | 大西洋               | |
| 南緯60度0分 西経7度0分 / 南緯60.000度 西経7.000度  | 南極海               | |
| 南緯70度24分 西経7度0分 / 南緯70.400度 西経7.000度 | 南極大陸             | ドローニング・モード・ランド（ ノルウェーが領有権を主張） |